# Polly Ann
Polly Ann er en amerikansk stumfilm fra 1917 af Charles Miller.

## Medvirkende
- Bessie Love som Polly Ann
- J.P. Lockney som Simpkins
- Rowland V. Lee som Howard Straightlane
- William Ellingford som Squire Bacon
- Darrell Foss som Hubert de Courcey